# Scent of a Woman
Scent of a Woman is een Amerikaanse film uit 1992 geregisseerd door Martin Brest. Hij is gebaseerd op het boek Il Buio E Il Miele van Giovanni Arpino en is een remake van Profumo di donna (1974) van Dino Risi.

Al Pacino won voor zijn hoofdrol een Oscar, waarvoor ook de film zelf, het scenario en regisseur Brest in hun categorieën werden genomineerd. Zowel het scenario als de film wonnen daadwerkelijk Golden Globes, evenals Pacino.

## Verhaal
Scent of a Woman gaat over de blinde kolonel buiten dienst Frank Slade. Hij woont in bij zijn nicht. Zij wil voor Thanksgiving op reis gaan met haar gezin. De knorrige en alcoholistische Slade wil niet mee en zij zoekt daarom iemand die op hem kan letten en hem kan helpen waar nodig. Charlie Simms neemt de taak op zich om wat geld te verdienen. Wat hij niet weet, is dat Slade een speciaal plan in gedachten heeft voor dat weekend. Hij overtuigt Charlie mee te gaan op een weekend waarin mooie vrouwen, goede wijn, goed eten en tango een rol spelen, waarna Slade een einde aan zijn leven wil maken.

## Rolverdeling
| Acteur                 | Personage         |
| ---------------------- | ----------------- |
| Al Pacino              | Frank Slade       |
| Chris O'Donnell        | Charlie Simms     |
| James Rebhorn          | Mr. Trask         |
| Gabrielle Anwar        | Donna             |
| Philip Seymour Hoffman | George Willis jr. |
| Richard Venture        | W.R. Slade        |
| Bradley Whitford       | Randy             |
| Rochelle Oliver        | Gretchen          |
| Margaret Eginton       | Gail              |
| Tom Riis Farrell       | Garry             |
| Nicholas Sadler        | Harry Havemeyer   |
| Todd Louiso            | Trent Potter      |
| Gene Canfield          | Manny             |
| Frances Conroy         | Christine Downes  |